# Lyrica Okano
Lyrica Okano (* 9. listopadu 1994) je americká herečka. Od roku 2017 hraje v seriálu Runaways roli Nico Minory.

## Životopis a kariéra
Svojí první velkou roli získala v roce 2017 v seriálu Runaways.Před tím i zahrála v krátkometrážních filmech jako Moca, The Art of Suicide nebo Remembering Virginia. Na televizních obrazovkách se objevila v seriálech Vzpomínky, The Michael J. Fox Show a Aféra.

## Filmografie

### Film
| Rok  | Název                           | Role        | Poznámky            |
| ---- | ------------------------------- | ----------- | ------------------- |
| 2007 | Moca                            | malá Mia    | krátkometrážní film |
| 2009 | The Art of Suicide              | Hannya      | krátkometrážní film |
| 2009 | Ikenhisu: To Kill with One Blow | malá Oshota |                     |
| 2016 | Pimp                            | Kim         |                     |
| 2016 | Remembering Virginia            | —           | krátkometrážní film |
| TBA  | Once a Cheerleader              | Julia       | krátkometrážní film |

### Televize
| Rok  | Název                   | Role        | Poznámky       |
| ---- | ----------------------- | ----------- | -------------- |
| 2014 | Vzpomínky               | Didi        | díl: „Reunion“ |
| 2015 | The Michael J. Fox Show | Caroline    | díl: „Dinner“  |
| 2015 | Aféra                   | Chrissy     | 2 díly         |
| 2017 | Runaways                | Nico Minoru | hlavní role    |